# 芹沢政温
芹沢 政温（せりざわ せいおん、天保10年（1839年） - 明治39年（1906年）8月28日）は、置賜県参事、裁判官、大審院判事。

## 経歴
米沢藩に生まれる。藩主上杉斉憲御近習、刑法局、藩庁大属、権小参事などを経て、1871年（明治4年）11月に権参事、1872年（明治5年）11月に参事となる。1873年（明治6年）5月、参事を免官され、1875年（明治8年）、判事に任官されると、1877年（明治10年）、名古屋裁判所判事、1882年（明治15年）、秋田始審裁判所判事長・同所長、1887年（明治20年）、第一期東京重罪裁判長、1888年（明治21年）、東京控訴院評定官、1889年（明治22年）、福井重罪裁判長を歴任し、のちに大審院判事となった。

## 栄典
- 1876年（明治9年）6月30日 - 正七位[4]
- 1899年（明治32年）2月20日 - 正五位[5]
- 1906年（明治39年）8月28日 - 従四位[6]